# ميسيمي-سور-سون
ميسيمي-سور-سون (بالفرنسية: Messimy-sur-Saône)‏ هي بلدية فرنسية تقع في إقليم الآن في فرنسا. رمز إنسي لها هو:1243. أما الرمز البريدي لها فهو: 1480.